# ليونيل ويلسون
ليونيل ويلسون (بالإنجليزية: Lionel Wilson)‏ هو لاعب اتحاد الرغبي جنوب أفريقي، ولد في 25 مايو 1933 في كيب تاون في جنوب أفريقيا، وتوفي في 17 سبتمبر 2017 في نيبيار في نيوزيلندا.

## وصلات خارجية
- ليونيل ويلسون عل موقع إسبنسكروم (الإنجليزية)